# 多良木町
多良木町（日语：／ Taragi machi */?）是位于日本熊本縣東南部人吉盆地的一個城鎮，屬球磨郡。

## 人口
| 多良木町人口分布圖 |                                                 |  |
| 多良木町與日本全國年齡別人口分布比較圖 （2005年資料） | 多良木町的年齡、男女別人口分布圖 （2005年資料） |  |
| ■紫色是多良木町 ■綠色是全国 | ■藍色是男性 ■紅色是女性                         |  |
| 多良木町人口變化 \| 1970年 \| 16,004人 \| \| \| 1975年 \| 14,823人 \| \| \| 1980年 \| 14,598人 \| \| \| 1985年 \| 14,123人 \| \| \| 1990年 \| 13,437人 \| \| \| 1995年 \| 12,701人 \| \| \| 2000年 \| 12,072人 \| \| \| 2005年 \| 11,398人 \| \| \| 2010年 \| 10,554人 \| \| \| 2015年 \| 9,791人 \| \| \| 2020年 \| 9,076人 \| \| |                                                 |  |
| 資料來源：日本總務省統計中心提供之人口普查數據 |                                                 |  |
| 1970年 | 16,004人                                        |  |
| 1975年 | 14,823人                                        |  |
| 1980年 | 14,598人                                        |  |
| 1985年 | 14,123人                                        |  |
| 1990年 | 13,437人                                        |  |
| 1995年 | 12,701人                                        |  |
| 2000年 | 12,072人                                        |  |
| 2005年 | 11,398人                                        |  |
| 2010年 | 10,554人                                        |  |
| 2015年 | 9,791人                                         |  |
| 2020年 | 9,076人                                         |  |

## 歷史

### 年表
- 1889年4月1日：實施町村制，現在的轄區在當時分屬：球磨郡多良木村、黑肥地村、久米村、槻木村。
- 1895年2月1日：久米村與槻木村為新設置的久米村。
- 1926年5月1日：多良木村改制為多良木町。[2]
- 1955年4月1日：多良木町、黑肥地村和久米村合併為新設置的多良木町。

### 變遷表
| 1889年以前 | 1889年4月1日 | 1889年 - 1944年       | 1889年 - 1944年       | 1945年 - 1954年       | 1955年 - 1964年       | 1965年 - 1988年       | 1989年 - 現在         | 現在                  |
| ---------- | ------------ | --------------------- | --------------------- | --------------------- | --------------------- | --------------------- | --------------------- | --------------------- |
|            | 多良木村     | 1926年5月1日 多良木町 | 1926年5月1日 多良木町 | 1926年5月1日 多良木町 | 1955年4月1日 多良木町 | 1955年4月1日 多良木町 | 1955年4月1日 多良木町 | 1955年4月1日 多良木町 |
|            | 黑肥地村     |                       |                       |                       | 1955年4月1日 多良木町 | 1955年4月1日 多良木町 | 1955年4月1日 多良木町 | 1955年4月1日 多良木町 |
|            | 久米村       | 1895年2月1日 久米村   | 1895年2月1日 久米村   | 1895年2月1日 久米村   | 1955年4月1日 多良木町 | 1955年4月1日 多良木町 | 1955年4月1日 多良木町 | 1955年4月1日 多良木町 |
|            | 槻木村       | 1895年2月1日 久米村   | 1895年2月1日 久米村   | 1895年2月1日 久米村   | 1955年4月1日 多良木町 | 1955年4月1日 多良木町 | 1955年4月1日 多良木町 | 1955年4月1日 多良木町 |

## 交通
- 球磨川鐵道
  - 湯前線：公立医院前車站 - 多良木車站 - 東多良木車站 - 新鶴羽車站

|  |  |
|  |  |

## 教育
高等學校
- 熊本縣立多良木高等學校（日语：熊本県立多良木高等学校）

特殊學校
- 熊本縣立球磨養護學校